# Lène (Arros)
Pour les articles homonymes, voir Lène.
Le ruisseau la Lène est un cours d'eau qui traverse le département des Hautes-Pyrénées et un affluent droit de l'Arros dans le bassin versant de l'Adour.

## Géographie
D'une longueur de 11,2 kilomètres, il prend sa source sur la commune de Capvern (Hautes-Pyrénées), à l'altitude 600 mètres.
Il coule du sud-est vers le nord-ouest et se jette dans l'Arros à Ozon (Hautes-Pyrénées), à l'altitude 275 mètres.

### Communes et département traversés
Dans le département des Hautes-Pyrénées, la Lène traverse neuf communes et deux cantons, dans le sens amont vers aval : Capvern (source), Lutilhous, Mauvezin, Péré, Caharet, Ricaud, Bégole, Lanespède et Ozon (confluence).
Soit en termes de cantons, la Lène prend source dans le canton de Lannemezan et conflue dans le canton de Tournay.
A la limite de Lanespède et Péré il est surplombé par le viaduc de Lanespède.

## Affluents
La Lène a six affluents référencés :
- (D) Ruisseau Coustalat, 1,3 km sur Caharet, Lutilhous et Péré ;
- (G) Ruisseau Chauquet, 1,6 km sur Péré ;
- (D) Ruisseau le Lénet, 4,1 km sur Bégole, Castéra-Lanusse et Lanespède ;
- (G) Ruisseau de Ricaud ou de Ricaudou[2], 3,2 km sur Lanespède, Péré et Ricaud ;
- (G) Ruisseau la Sègue, 1,3 km sur Lanespède ;
- (D) Ruisseau l'Arrivau, 1,5 km sur Lanespède.

(D) rive droite ; (G) rive gauche.